# Embia conula
Embia conula är en insektsart som beskrevs av Ross 2006. Embia conula ingår i släktet Embia och familjen Embiidae. Inga underarter finns listade i Catalogue of Life.